# Kishar Sulcus
Il Kishar Sulcus è una struttura geologica della superficie di Ganimede.